# Тяжёлые крейсера типа «Портленд»
Тяжёлые крейсера типа «Портленд» — тип тяжёлых крейсеров флота США времён Второй мировой войны. Всего построено 2 единицы: «Портленд» (CA-33 Portland) и «Индианаполис» (СA-35 Indianapolis). Развитие крейсеров типа «Нортхэмптон».

## История создания
Когда в 1932 году было утверждено строительство, это был просто «Нортгемптон» с удлиненным корпусом и без бульбового носа. Предполагалось, что это увеличит максимальную скорость крейсера. Когда выяснилось, что «Нортгемптоны» недогружены, и можно использовать большой резерв веса для усиления защиты, появилась добавочная броня вторым слоем напротив машинного отделения, а также было сделано более толстым бронирование погребов.

## Конструкция
Тяжёлые крейсера типа «Портленд» имели максимальную длину 610 футов 3 дюйма (186,00 м), 592 фута (180,44 м) по ватерлинии, ширину 64 фута 6 дюймов (19,66 м) на траверзе, проектную осадку 21 фута (6,40 м) и осадку 24 фута (7,32 м) в полном грузу.
Эти корабли в определённом смысле были гибридом, сочетающим элементы защитной схемы типов «Нортгемптон» и «Нью Орлеан». Погреба разместили над ватерлинией — это был способ обезопасить их от подводных взрывов. Защита погребов была совершенно неуязвима для огня 155/50 орудий. От 203/50 орудий зона неуязвимости составляла для кормового погреба 60 — 102 каб. и носового 60 — 115 каб.
На испытаниях «Индианаполис» развил скорость 32,86 узла при водоизмещении 11 144 тонны и мощности машин 108 317 л. с.
Их проектное водоизмещение составило 10 096 дл. тонн (10 000 — официально ).
Наконец их реальное стандартное водоизмещение выбрало весь вашингтонский лимит и составило 10 076 дл. тонн (заявленное 9800 дл. тонн для «Портленда», 9950 дл. тонн для «Индианаполиса»). В 1944 году стандартное водоизмещение «Портленда» составило 11 180 дл. тонн.

### Энергетическая установка
В состав силовой установки входили восемь водотрубных котлов конструкции Ярроу заменившие котлы «White-Forster» стоявшие на предыдущих типах. Схема размещения установки — эшелонная. Замена котлов позволила поднять практическую дальность плавания до 8640 морских миль на ходу 15 узлов, проектная дальность не изменилась и составляла 10 000 миль.

## Служба
- «Портленд» — заложен 17 февраля 1930 г., спущен 21 мая 1932 г., вошёл в строй 23 февраля 1933 г. В битве за Гуадалканал «Портленд» получил попадание японской торпеды типа 93 «Длинное копьё». В результате повреждений корабль мог только описывать циркуляции, однако остался на плаву и выжил в битве, сумев при этом нанести повреждения японскому линейному крейсеру «Хиэй». Был выведен из состава флота в 1946 году. В 1959 году продан для разделки на металл

- «Индианаполис» — заложен 31 марта 1930 г., спущен 7 ноября 1932 г., вошёл в строй 15 ноября 1932 г. Корабль известен тем, что перевёз из США детали атомных бомб, сброшенных впоследствии на Хиросиму и Нагасаки, а через несколько дней был потоплен японской субмариной I-58. Из 1196 человек на борту выжили только 316. В некотором роде его можно считать «1-й жертвой» атомной бомбы.

## Оценка проекта
Эти крейсера своей службой ещё раз доказали, что решающим фактором является система управления огнём и обученность команды, а не число орудий (восемь, девять или десять).